# 서흥역
서흥역(瑞興驛)은 조선민주주의인민공화국 황해북도 서흥군에 있는 평부선의 철도역이다.